# Wallace (Nebraska)
Wallace – wieś w Stanach Zjednoczonych, w stanie Nebraska, w hrabstwie Lincoln.